# Tatyana Arntgolts
Tatyana Albertovna Arntgolts ( en ruso: Татьяна Альбертовна Арнтгольц; 18 de marzo de 1982) es una actriz de teatro y cine rusa.

## Biografía
Las gemelas Tatyana y Olga nacieron en Kaliningrado, RSFS Rusia, Unión Soviética en una familia de actores del Teatro dramático Regional de Kaliningrado: el Artista de Honor de Rusia Albert Arntgolts y la actriz Valentina Arntgolts. Olga Arntgolts, su gemela idéntica, también es actriz. Ambas estudiaron en la Escuela Superior de Teatro MS Schepkin en Moscú.
En 2008, se casó con el actor Ivan Zhidkov. En septiembre de 2009, dio a luz a su hija María en Moscú. Se divorciaron en el verano de 2013.

## Carrera
En 1999, debutó como actriz en la serie dramática juvenil Prostiye istiny (La simple verdad), en la que interpretó a la estudiante Katya Trofimova.
En 2008, participó en el programa de Channel One Lednikoviy Period (Era del hielo), donde las celebridades se emparejaron con patinadores profesionales y cada semana competían realizando rutinas de baile en hielo. Su compañero fue Maxim Staviski. 

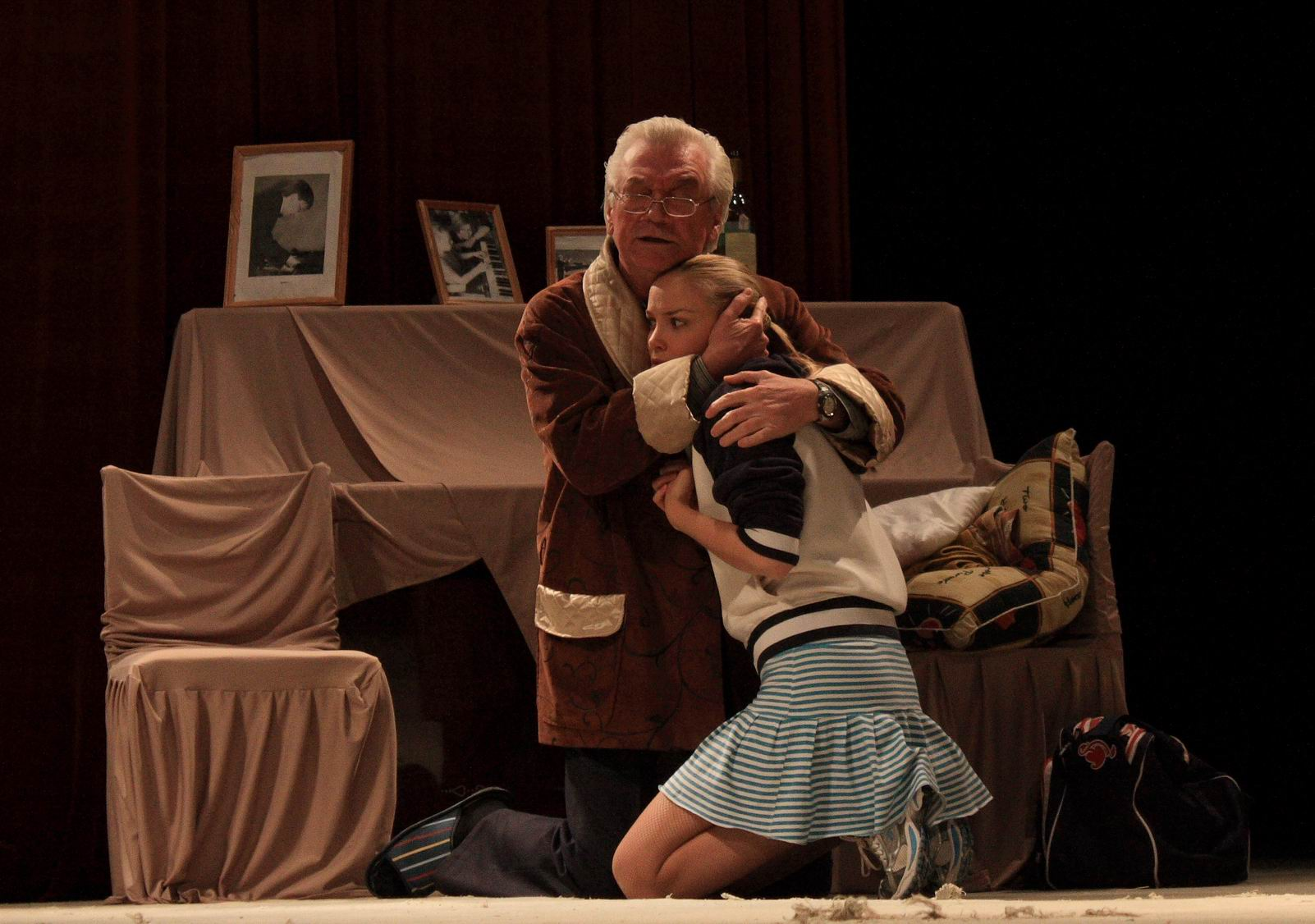
Teatro en Severodvinsk, Aristarkh Livanov y Tatyana Arntgolts

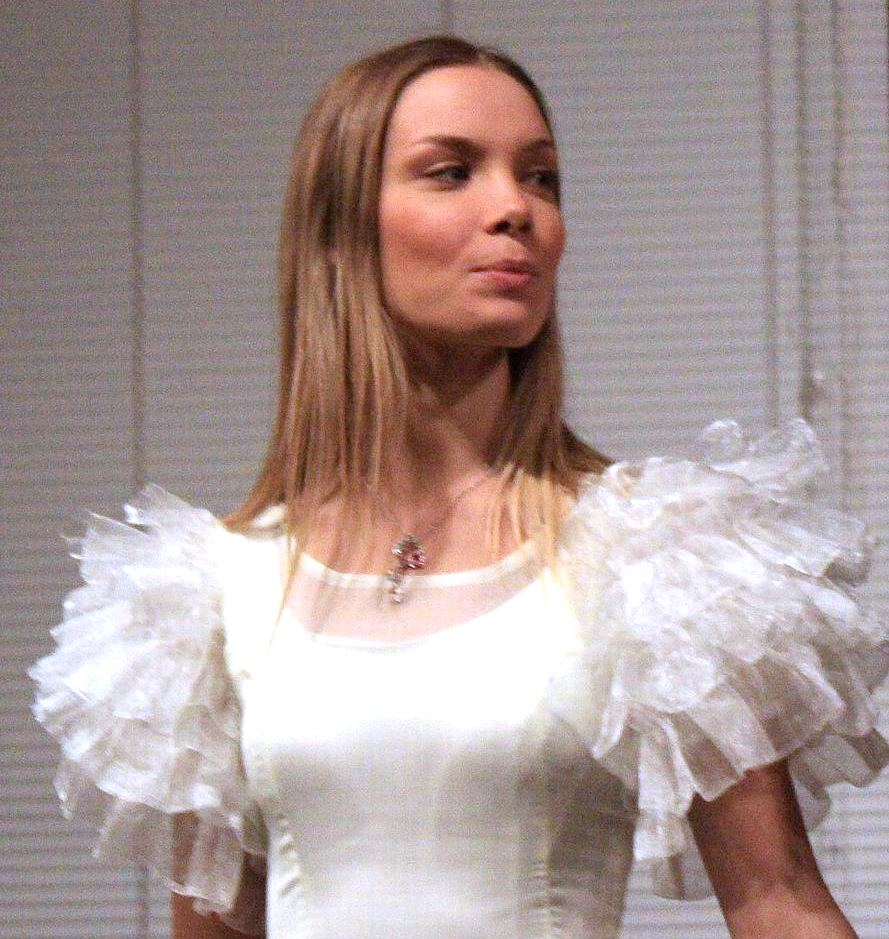
Olga Arntgolts, gemela de la actriz.

## Filmografía
| Año       | Título                                                                                      | Personaje                                 |
| --------- | ------------------------------------------------------------------------------------------- | ----------------------------------------- |
| 1999-2003 | Simple Truths (Простые истины)                                                              | Katya Trofimova                           |
| 2001      | Next (Следующий)                                                                            | Nata                                      |
| 2003      | Moscow. Central District (Москва. Центральный округ)                                        | Nijole                                    |
| 2003      | Daytime Representative (Дневной представитель)                                              | Yvetta                                    |
| 2003      | Miracles in Reshetov (Чудеса в Решетове)                                                    | rusalka Inka Berendeyeva                  |
| 2003      | Why do you need an alibi? (Зачем тебе алиби?)                                               | Natasha                                   |
| 2003      | The Honeymoon (Медовый месяц)                                                               | Alya                                      |
| 2003      | Cavaliers of the Sea Star (Кавалеры Морской Звезды)                                         | Olga                                      |
| 2004      | Moscow. Central District 2 (Москва. Центральный округ 2)                                    | Nijole                                    |
| 2004      | Obsession (Наваждение)                                                                      | Vera                                      |
| 2004      | The New Year Is Cancelled! (Новый год отменяется!)                                          | Katya                                     |
| 2005      | Last weekend (Последний уик-энд)                                                            | Katya                                     |
| 2005      | Talisman of Love (Талисман любви)                                                           | Liza Kolzova                              |
| 2005      | Diamonds for Juliet (Бриллианты для Джульетты)                                              | Lena                                      |
| 2006      | The Madhouse (Дурдом)                                                                       | enfermera                                 |
| 2006      | Genius Hunt (Охота на гения)                                                                | reportera                                 |
| 2006      | Under the hail of bullets (Под ливнем пуль) Confrontation (Противостояние) film = 3 + 4 ep. | enfermera                                 |
| 2006      | Midlife crisis, or the Fab Four (Бес в ребро, или Великолепная четвёрка)                    | Catarina                                  |
| 2006      | Leningradets (Ленинградец)                                                                  | Anjuta                                    |
| 2006      | Cactus and Elena (Кактус и Елена)                                                           | Elena                                     |
| 2006      | And yet I Love… (И всё-таки я люблю…)                                                       | Vera                                      |
| 2007      | Gloss                                                                                       | Oksana                                    |
| 2007      | Stronger than Fire (Сильнее огня) o Two and the War (Двое и Война)                          | Marina Samoylova                          |
| 2008      | That night the angels cried (Этим вечером ангелы плакали)                                   | Tanya                                     |
| 2008      | Testament's wedding (Брак по завещанию)                                                     | Alexandra Kozintseva alias Sandra Seymour |
| 2008      | Daughter (Дочка)                                                                            | Lera Ivanova                              |
| 2009      | Cuties (Лапушки)                                                                            | stripper Natasha                          |
| 2009      | Heart of the Enemy (Сердце врага)                                                           | Elsa Vesling                              |
| 2010      | Grass under the snow (Трава под снегом)                                                     | Lesya                                     |
| 2011      | Furtseva. Legend of Catherine (Фурцева. Легенда о Екатерине)                                | Catherine Furceva                         |
| 2011      | Testament's wedding. Returning Sandra (Брак по завещанию. Возвращение Сандры)               | Alexandra Kozintseva alias Sandra Seymour |
| 2011      | Pure gold (Чистая проба)                                                                    | Julia                                     |
| 2012      | Swallow's Nest (Ласточкино гнездо)                                                          | Ida                                       |
| 2012      | Victoria (Виктория)                                                                         | Victoria                                  |
| 2012      | Snipers: Love under the gun (Снайперы: Любовь под прицелом)                                 | Catherine Rodionova                       |
| 2013      | Second revolt of Spartacus (Второе восстание Спартака)                                      |                                           |
| 2013      | Night Swallows (Ночные ласточки)                                                            | Eugenia Zvonaryova                        |
| 2013      | Testament's wedding. Firewalking (Брак по завещанию. Танцы на углях)                        | Alexandra Kozintseva alias Sandra Seymour |
| 2014      | The Champions (Чемпионы)                                                                    | Elena Berezhnaya                          |
| 2014      | Photographer (Fotograf)                                                                     | Natasha                                   |
| 2014      | Temptation / Repentance (Соблазн / Раскаяние)                                               | Vera Matveyeva                            |
| 2015      | Cult (Культ)                                                                                | Nadezda Ljubavina                         |
| 2015      | The past can wait (Прошлое умеет ждать)                                                     | Polina Kirsanova                          |
| 2015      | Argentina (Аргентина)                                                                       | Olga Metelska                             |
| 2016      | 25th Hour (25-й час)                                                                        | Anna Gromova                              |
| 2017      | Provocateur (Провокатор)                                                                    | Alina                                     |
| 2017      | The Monk (Монах)                                                                            | Catarina                                  |
| 2017      | The lure of an angel (Наживка для ангела)                                                   | Dasa Panteleyeva                          |
| 2017      | Double life (Двойная жизнь)                                                                 | Nadezda Stroyeva                          |
| 2018      | New person (Новый человек)                                                                  | Irina                                     |